# SS Arezzo
SS Arezzo is een Italiaanse voetbalclub uit Arezzo, Toscane.
De club werd op 10 september 1923 opgericht door een groep vrienden die fan waren van Juventus en zo werd dan Juventus Football Club Arezzo opgericht. Na een fusie met enkele andere teams uit Arezzo in 1930 en de nieuwe naam was Unione Sportiva Arezzo. Vijf jaar later werd de club geselecteerd voor de nieuwe Serie C en speelde daar tot 1953 nadat financiële problemen opdoken. Na vijf seizoenen keerde Arezzo terug en in 1966 promoveerde de club voor het eerst naar de Serie B. Om dit te vieren speelde de club een vriendschappelijke wedstrijd tegen het Braziliaanse team Vasco da Gama en won met 2-1. Na één seizoen degradeerde de club. Na een nieuwe promotie in 1969 kon Arezzo tot 1975 standhouden.
De derde promotie naar de Serie B kwam er in 1982 en miste in 1984 net promotie naar de Serie A. Vier jaar later degradeerde de club naar de Serie C1 en kreeg daarna te kampen met financiële problemen waardoor de club opgeheven werd en zeven speelronden voor het einde van het seizoen uitgesloten werd van de Serie C1. Meteen daarna werd een nieuwe club opgericht, Associazione Calcio Arezzo, die in de Serie D startte. Daar werd in 1996 de titel bereikt en twee jaar later stootte de club door naar de Serie C1. In 2004 volgde een nieuwe promotie naar de Serie B waar de club tot 2007 speelde. In 2010 kreeg de club met zware financiële problemen te kampen en kon niet meer aan de competitie deelnemen. De nieuwe club Associazione Sportiva Dilettantistica Atletico Arezzo werd opgericht en ging in de Serie D spelen. In juli 2012 werd de naam US Arezzo aangenomen. Op 9 januari 2013 werd de ploeg gekocht door Mauro Ferretti, een ondernemer uit Rome.
Vlak voor het begin van het seizoen 2014-2015 werd de club, vanwege de sportieve prestaties in het verleden, alsnog geplaatst in de Lega Pro. Het verving daar Vicenza, dat op zijn beurt naar de Serie B mocht ter vervanging van AC Siena, dat werd uitgesloten na de financiële crisis.
Op 15 maart 2018 werd US Arezzo failliet verklaard wegens onbetaalde eerdere schulden van ongeveer twee miljoen euro. De club, onder leiding van Massimo Pavanel, slaagt erin om zich te handhaven in de Serie C, ondanks de 15 strafpunten die werden toegekend vanwege verschillende wanbetalingen. Op 6 mei 2018 kondigden de curatoren aan dat het sportbedrijf werd overgedragen aan de nieuw opgerichte Arezzo Sports Club. De naam van de club werd nu SS Arezzo. Deze club staat onder leiding van de ondernemers Giorgio La Cava en Massimo Anselmi en het Orgoglio Amaranto-fancomité.

## Eindklasseringen
| Seizoen | Competitie                        | Niveau | Eindstand | Coppa Italia | Opmerking                                                                                        |
| ------- | --------------------------------- | ------ | --------- | ------------ | ------------------------------------------------------------------------------------------------ |
| 2000/01 | Serie C1 Girone A                 | III    | 4         | --           |                                                                                                  |
| 2001/02 | Serie C1 Girone A                 | III    | 16        | 3e groep 1   |                                                                                                  |
| 2002/03 | Serie C1 Girone A                 | III    | 18        | --           |                                                                                                  |
| 2003/04 | Serie C1 Girone A                 | III    | 1         | --           |                                                                                                  |
| 2004/05 | Serie B                           | II     | 14        | 4e groep 4   | Ligatopscorer Gionatha Spinesi: 22                                                               |
| 2005/06 | Serie B                           | II     | 7         | 2e ronde     |                                                                                                  |
| 2006/07 | Serie B                           | II     | 20        | kwartfinale  | 6 punten aftrek                                                                                  |
| 2007/08 | Serie C1 Girone B                 | III    | 6         | --           |                                                                                                  |
| 2008/09 | Serie C1 Girone B                 | III    | 4         | 1e ronde     | halve finale promotieserie                                                                       |
| 2009/10 | Lega Pro Prima Divisione Girone A | III    | 3         | 2e ronde     | halve finale promotieserie; Failliet                                                             |
| 2010/11 | Serie D Girone E                  | V      | 9         | --           |                                                                                                  |
| 2011/12 | Serie D Girone E                  | V      | 2         | --           | 1e ronde interregionale promotieserie                                                            |
| 2012/13 | Serie D Girone E                  | V      | 9         | 1e ronde     |                                                                                                  |
| 2013/14 | Serie D Girone E                  | V      | 2         | --           | finale promotieserie maar mocht toch promoveren vanwege herstructurering Lega Pro tot 1 divisie. |
| 2014/15 | Lega Pro Girone A                 | III    | 9         | --           |                                                                                                  |
| 2015/16 | Lega Pro Girone B                 | III    | 9         | 1e ronde     |                                                                                                  |
| 2016/17 | Lega Pro Girone A                 | III    | 4         | 2e ronde     | 1e ronde promotieserie                                                                           |
| 2017/18 | Serie C Girone A                  | III    | 16        | 1e ronde     |                                                                                                  |
| 2018/19 | Serie C Girone A                  | III    | 4         | --           | 4e ronde promotieserie. Naam gewijzigd in SS Arezzo                                              |
| 2019/20 | Serie C Girone A                  | III    | 9         | 2e ronde     |                                                                                                  |
| 2020/21 | Serie C Girone B                  | III    | 20        | 2e ronde     |                                                                                                  |
| 2021/22 | Serie D Girone E                  | IV     | 3         | --           | halve finale promotieserie                                                                       |
| 2022/23 | Serie D Girone E                  | IV     | 1         | --           |                                                                                                  |
| 2023/24 | Serie C Girone B                  | III    | 8         | --           | 1e ronde promotieserie                                                                           |
| 2024/25 | Serie C Girone B                  | III    | 5         | --           | 2e ronde promotieserie                                                                           |

## Bekende (ex-)spelers
- Elvis Abbruscato
- Alfredo Aglietti
- Fabio Bazzani
- Amedeo Carboni
- Stefano Colantuono
- Mario Frick
- Francesco Graziani
- Tullio Gritti
- Giampiero Maini
- Manuel Pasqual
- Moreno Torricelli
- Max Vieri

## Trainer-coaches
| Naam                  | Nat | Geb        | Van        | Tot        | D | W | G | V |
| --------------------- | --- | ---------- | ---------- | ---------- | - | - | - | - |
| Alessandro Dal Canto  | ITA | 10.03.1975 | 13.06.2018 |            |   |   |   |   |
| Massimo Pavanel       | ITA | 16.12.1967 | 19.09.2017 | 28.05.2018 |   |   |   |   |
| Claudio Bellucci      | ITA | 31.05.1975 | 07.07.2017 | 19.09.2017 |   |   |   |   |
| Stefano Sottili       | ITA | 04.08.1969 | 30.05.2016 | 30.06.2017 |   |   |   |   |
| Giovanni Bucaro       | ITA | 20.11.1970 | 19.04.2016 | 30.06.2016 |   |   |   |   |
| Ezio Capuano          | ITA | 19.01.1965 | 01.06.2014 | 17.04.2016 |   |   |   |   |
| Andrea Chiappini      | ITA | 03.03.1961 | 18.02.2014 | 30.06.2014 |   |   |   |   |
| Abel Balbo            | ARG | 01.06.1966 | 12.06.2012 | 30.10.2012 |   |   |   |   |
| Marco Carrara         | ITA | 01.11.1967 | 01.07.2010 | 01.10.2010 |   |   |   |   |
| Giuseppe Galderisi    | ITA | 22.03.1963 | 25.05.2010 | 30.06.2010 |   |   |   |   |
| Leonardo Semplici     | ITA | 18.07.1967 | 19.04.2010 | 30.06.2010 |   |   |   |   |
| Giuseppe Galderisi    | ITA | 22.03.1963 | 18.11.2009 | 19.04.2010 |   |   |   |   |
| Leonardo Semplici     | ITA | 18.07.1967 | 01.07.2009 | 17.11.2009 |   |   |   |   |
| Marco Cari            | ITA | 09.04.1956 | 06.04.2009 | 30.06.2009 |   |   |   |   |
| Guido Ugolotti        | ITA | 28.09.1958 | 01.07.2008 | 30.06.2009 |   |   |   |   |
| Marco Cari            | ITA | 09.04.1956 | 12.06.2008 | 24.02.2009 |   |   |   |   |
| Fabio Fraschetti      | ITA | 04.08.1961 | 15.04.2008 | 30.06.2008 |   |   |   |   |
| Stefano Cuoghi        | ITA | 08.08.1959 | 30.10.2007 | 15.04.2008 |   |   |   |   |
| Luciano De Paola      | ITA | 30.05.1961 | 02.07.2007 | 30.10.2007 |   |   |   |   |
| Fabio Fraschetti      | ITA | 04.08.1961 | 01.07.2007 | 30.06.2008 |   |   |   |   |
| Antonio Conte         | ITA | 31.07.1969 | 13.03.2007 | 30.06.2007 |   |   |   |   |
| Maurizio Sarri        | ITA | 10.01.1959 | 31.10.2006 | 13.03.2007 |   |   |   |   |
| Antonio Conte         | ITA | 31.07.1969 | 01.07.2006 | 31.10.2006 |   |   |   |   |
| Elio Gustinetti       | ITA | 29.03.1955 | 01.07.2005 | 30.06.2006 |   |   |   |   |
| Marco Tardelli        | ITA | 24.09.1954 | 20.10.2004 | 30.06.2006 |   |   |   |   |
| Pasquale Marino       | ITA | 13.07.1962 | 01.07.2004 | 10.06.2005 |   |   |   |   |
| Mario Somma           | ITA | 17.09.1963 | 01.07.2003 | 30.06.2004 |   |   |   |   |
| Giorgio Rumignani     | ITA | 06.12.1939 | 01.12.2002 | 01.01.2003 |   |   |   |   |
| Mario Colautti        | ITA | 26.08.1944 | 01.01.2002 | 30.06.2002 |   |   |   |   |
| Enzo Ferrari          | ITA | 21.10.1942 | 01.07.2001 | 30.06.2002 |   |   |   |   |
| Gian Cesare Discepoli | ITA | 30.01.1953 | 01.07.2001 | 01.01.2002 |   |   |   |   |
| Stefano Cusin         | ITA | 28.10.1968 | 01.07.1999 | 30.06.2002 |   |   |   |   |
| Roger Palmgren        | SWE | 11.03.1963 | 01.07.1998 | 30.06.1999 |   |   |   |   |
| Stefano Cusin         | ITA | 28.10.1968 | 01.07.1996 | 30.06.1998 |   |   |   |   |
| Serse Cosmi           | ITA | 05.05.1958 | 01.07.1995 | 30.06.2000 |   |   |   |   |
| Giuseppe Pellicanò    | ITA | 24.03.1954 | 01.07.1994 | 30.06.1995 |   |   |   |   |
| Roger Palmgren        | SWE | 11.03.1963 | 01.07.1993 | 30.06.1994 |   |   |   |   |
| Alfredo Magni         | ITA | 30.04.1966 | 01.07.1988 | 30.06.1990 |   |   |   |   |
| Bruno Bolchi          | ITA | 21.02.1940 | 01.07.1987 | 20.02.1988 |   |   |   |   |
| Enzo Riccomini        | ITA | 22.08.1934 | 01.07.1985 | 30.06.1987 |   |   |   |   |
| Giuseppe Chiappella   | ITA | 28.09.1924 | 01.07.1984 | 30.06.1985 |   |   |   |   |
| Enzo Riccomini        | ITA | 22.08.1934 | 01.07.1984 | 30.06.1985 |   |   |   |   |
| Mario Rossi           | ITA | 20.05.1935 | 01.07.1974 | 30.06.1975 |   |   |   |   |
| Roberto Lerici        | ITA | 30.04.1924 | 01.07.1967 | 30.09.1967 |   |   |   |   |
| Arpad Hajos           | HUN | 25.03.1902 | 01.07.1949 | 30.06.1950 |   |   |   |   |